# باميلا مرسي
باميلا مرسي (بالإنجليزية: Pamela Morsi)‏ (12 مارس 1951 في الولايات المتحدة)؛ أمينة مكتبة وروائية أمريكية.